# Agathis nigrobalteata
Agathis nigrobalteata är en stekelart som först beskrevs av Cameron 1911.  Agathis nigrobalteata ingår i släktet Agathis och familjen bracksteklar. Inga underarter finns listade i Catalogue of Life.